# Membres de la famille Romanov victimes de la répression bolchevique au cours de la guerre civile russe

Armoiries de la Russie impériale

L'exécution du dernier empereur de Russie et de sa famille dans la maison Ipatiev le 17 juillet 1918 est un événement largement connu. Mais hormis la famille impériale, d'autres membres composant la dynastie des Romanov furent également victimes de la répression bolchevique à des dates et des lieux différents.

## Historique

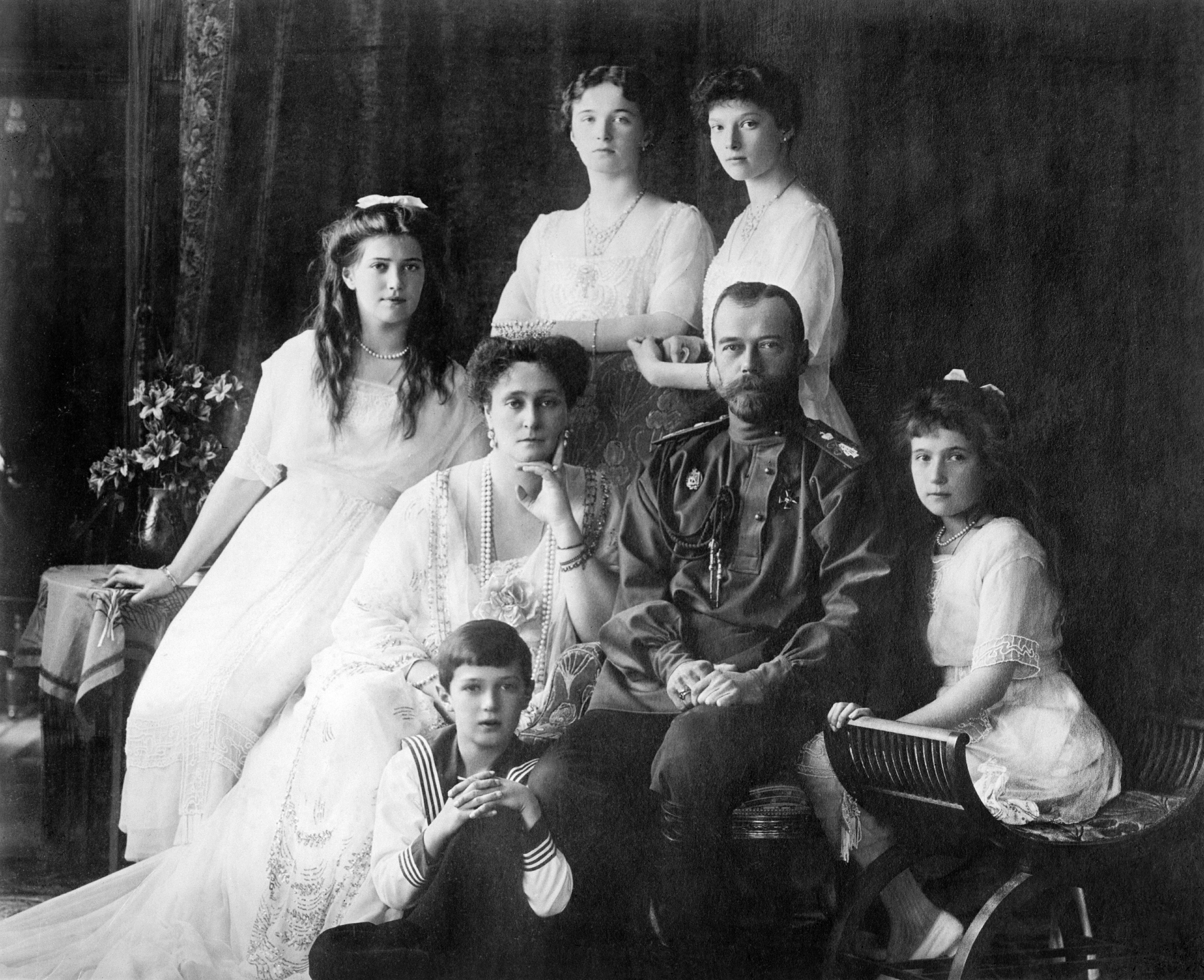
La famille impériale de Russie au complet en 1913.

Le 3 mars 1917 (le 17 chiffre fatidique pour le dernier tsar de Russie) Nicolas II de Russie signa l'acte d'abdication en faveur de son jeune frère, le grand duc Mikhaïl Alexandrovitch de Russie (1878-1918) en ces termes : « Nous livrons notre héritage à notre frère, le grand-duc Mikhaïl Alexandrovitch et de donner notre bénédiction à son ascension au trône ». Vingt-quatre heures plus tard, sous la pression d'Alexandre Kerenski, le grand-duc renonça au trône impérial.

### Membres de la famille Romanov
À cette date (4 mars 1917), 53 membres de la famille Romanov résidaient en Russie impériale. Le 26 janvier 1918 le grand-duc Nikolaï Konstantinovitch de Russie décéda de mort naturelle dans la ville de Tachkent, (il fut le dernier grand-duc inhumé en la cathédrale de Saint-Georges à Tachkent).
Sur les 52 autres membres composant la famille Romanov, dix-sept (soit un tiers des membres de la famille impériale), furent assassinés ou massacrés par les Bolcheviks entre juin 1918 et fin janvier 1919. Rappelons aussi que du vivant de Lénine au moins les Bolcheviks reconnurent l'exécution de Nicolas II à Ekaterinbourg mais nièrent le massacre de sa famille qu'ils assurèrent officiellement (par la voix du commissaire Tchitcherine à Gênes en 1922) avoir été transportée à l'étranger. Plus radicalement l'impératrice douairière mère de Nicolas II, Maria Feodorovna, jusqu'à sa mort en octobre 1928 rejeta en bloc toute l'accusation et assura que son fils était lui aussi en vie, retiré dans un monastère.

### Membres de la famille Romanov issus de mariages morganatiques
La famille Romanov se composait également de membres issus de mariages morganatiques contractés par certains grands-ducs contre l'avis du tsar.
On peut citer parmi eux :
- Le prince Vladimir Pavlovitch Paley (1897-1918) fruit de l'union morganatique du grand-duc Pavel Alexandrovitch de Russie et d'Olga Valerianovna Karnovitch, qui fut assurément assassiné à l'âge de 21 ans dans d'horribles conditions à Alapaïevsk en Oural ;
- Le prince Artemi Nikolaïevitch Romanovsky-Iskander (1883-1919), fils du grand-duc Nikolaï Konstantinovitch de Russie, mort douteuse à Tachkent en 1919.

### Les quatre branches des Romanov au moment de la Révolution d'Octobre
Selon la Loi de succession de l'empire de Russie modifiée en 1886 par Alexandre III de Russie, seuls les enfants et petits-enfants descendant en ligne masculine de l'empereur purent porter les titres de grands-ducs et de grandes-duchesses. Concernant les arrière-petits-enfants, les neveux, nièces du souverain ceux-ci portèrent le titre de prince impérial ou princesse impériale de Russie. De plus, il est de coutume en Russie de porter le nom du père (telle Natalia Nikolaïevna de Russie, fille de Nikolaï Romanovitch de Russie, lui-même fils de Roman Petrovitch de Russie).
A la veille de la Révolution d'Octobre 1917, la famille Romanov se composait de quatre branches :
- La première branche celle des Alexandrovitch (descendants de Nicolas Ier de Russie et d'Alexandre II de Russie par le grand-duc Vladimir Alexandrovitch de Russie (1847-1909)[6]
- La deuxième celle des Konstantinovitch (descendants de Nicolas Ier de Russie par le grand-duc Konstantin Nikolaïevitch de Russie (1827-1892)[6]
- La troisième branche celle des Nikolaïevitch (descendants de Nicolas Ier de Russie par le grand-duc Nikolaï Nikolaïevitch de Russie (1831-1891)[7]
- La quatrième branche celle des Mikhaïlovitch (descendants de Nicolas Ier de Russie par le grand-duc Mikhaïl Nikolaïevitch de Russie (1832-1909).

## Liste des membres de la famille Romanov assassinés par les bolcheviks

### Assassinat du grand-duc Mikhaïl Alexandrovitch à Perm (12 juin 1918)
- Le grand-duc Mikhaïl Alexandrovitch de Russie (1878-1918), frère cadet de Nicolas II de Russie, fut considéré par certains comme le dernier tsar de Russie sous le nom de Michel II de Russie. Le 12 juin 1918, à Perm, le grand-duc fut assassiné avec son secrétaire Nikolaï Johnson par les membres de la Tcheka : Joujgov, Ivantchenko et Kolpachtchikov[8]. Leurs corps brûlés par les tchékistes ne furent jamais retrouvés.

### Assassinat de la famille impériale à Iekaterinbourg (17 juillet 1918)

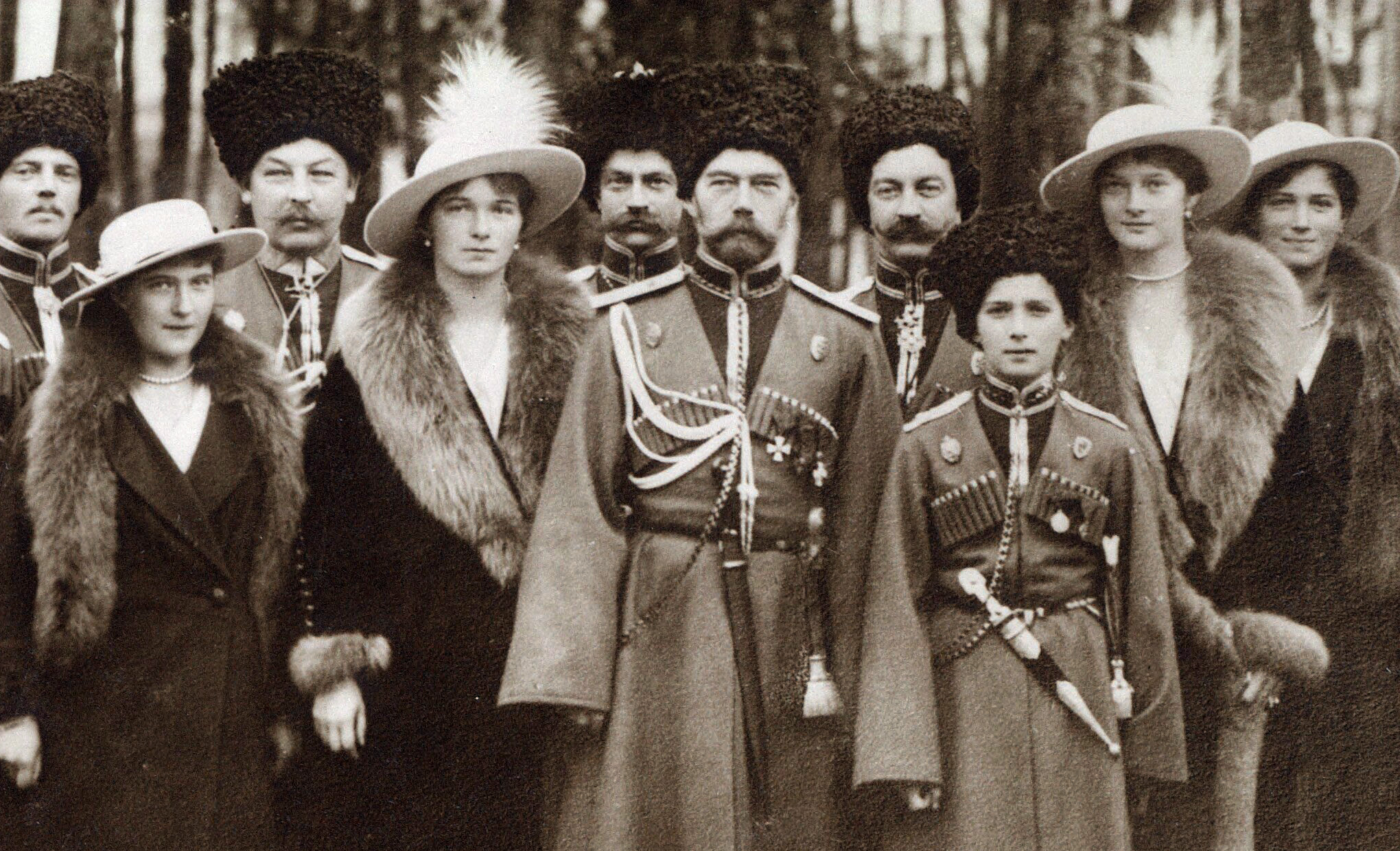
Le tsar Nicolas II avec ses enfants, les grandes-duchesses Anastasia, Olga, Tatiana, Maria et le tsarévitch Alexis entourés de soldats en 1916. Ils furent assassinés à Iekaterinbourg le 17 juillet 1918.

Nicolas II de Russie, son épouse et ses cinq enfants furent assassinés dans la cave de la maison Ipatiev à Iekaterinbourg le 17 juillet 1918, leurs bourreaux les exécutèrent par balles et les achevèrent à coups de baïonnettes et de couteaux.
- Nicolas II de Russie, dernier tsar de Russie (1868-1918) assassiné le 17 juillet 1918 à Iekaterinbourg ;
- Alexandra Fiodorovna (1872-1918), épouse de Nicolas II de Russie, assassinée à Iekaterinbourg le 17 juillet 1918.

Leurs cinq enfants :
- La grande-duchesse Olga Nikolaïevna de Russie (1895-1918), assassinée avec ses parents à Iekaterinbourg le 17 juillet 1918 à l'âge de 22 ans ;
- La grande-duchesse Tatiana Nikolaïevna de Russie dite "Tania" (1897-1918), assassinée avec ses parents à Iekaterinbourg le 17 juillet 1918 à l'âge de 21 ans ;
- La grande-duchesse Maria Nikolaïevna de Russie (1899-1918), assassinée avec ses parents à Iekaterinbourg le 17 juillet 1918 à l'âge de 19 ans ;
- La grande-duchesse Anastasia Nikolaïevna de Russie (1901-1918), assassinée avec ses parents à Iekaterinbourg le 17 juillet 1918 à l'âge de 17 ans;
- Le tsarévitch Alexis Nikolaïevitch de Russie dit "Alyosha" assassiné avec ses parents à Iekaterinbourg le 17 juillet 1918 à l'âge de 13 ans.

### Massacre d'Alapaïevsk (18 juillet 1918)
Les trois princes de Russie, fils du grand-duc Konstantin Konstantinovitch de Russie, la grande-duchesse Elizaveta Fiodorovna, veuve du grand-duc Serge, oncle du tsar Nicolas II et sœur de l'impératrice Alexandra Fiodorovna, le prince Vladimir Pavlovitch Paley (1897-1918) fils du grand-duc Pavel Alexandrovitch de Russie (1860-1919), (lui-même victime de l'oppression de l'Union soviétique en 1919) furent précipités vivants dans un puits de mine à Alapaïevsk dans la région de l'Oural le 18 juillet 1918. Leurs corps furent identifiés par la marquise de Milford-Haven, sœur aîné de la tsarine et de la grande-duchesse, et inhumés en l'église des Martyrs près de Beijing en Chine, (de nos jours ils reposent sous un parking). Concernant la grande-duchesse Elizaveta Fiodorovna, elle fut inhumée en l'église orthodoxe russe Marie-Madeleine située dans le monastère du Mont des Oliviers à Jérusalem. Dans ce même couvent vécut quelques années plus tard, un autre membre de la famille Romanov, la grande-duchesse Tatiana Konstantinovna de Russie.

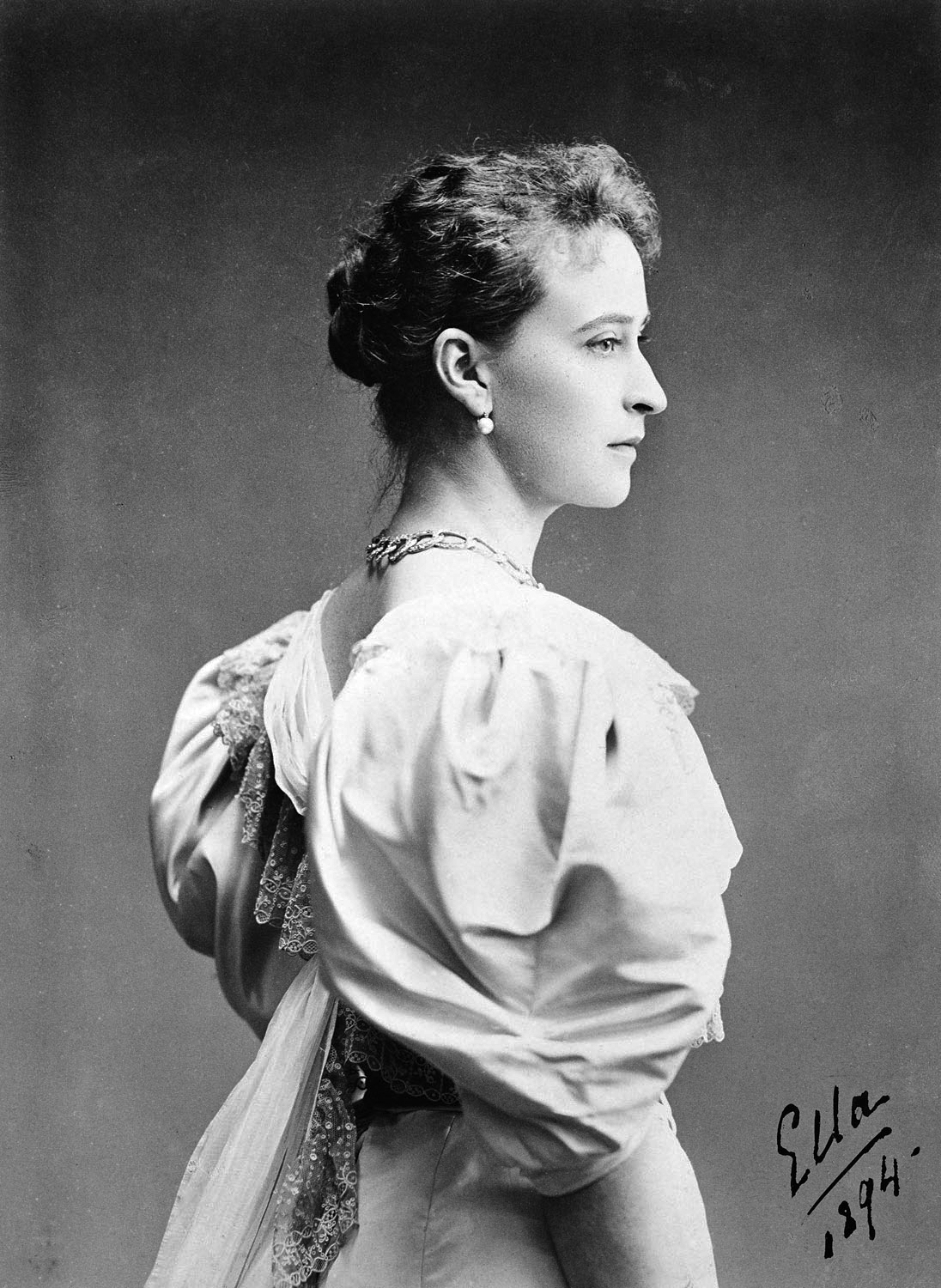
La grande-duchesse Elizaveta Fiodorovna assassinée le 18 juillet 1918 à Alapaïevsk

- La grande-duchesse Elizaveta Fiodorovna (1864-1918), veuve du grand-duc Sergueï Alexandrovitch de Russie assassiné par le révolutionnaire socialiste Ivan Kalyayev le 17 février 1905 à Moscou. Elle était également l'une des sœurs aînées de l'impératrice de Russie Alexandra Fiodorovna. Le 18 juillet 1918, elle fut l'une des victimes du terrible massacre d'Alapaïevsk perpétré par les Bolcheviks. D'autres membres de la famille Romanov l'accompagneront dans la mort. Après la mort de son époux, la grande-duchesse Elizaveta Fiodorovna prit le voile, en 1910, elle fonda le monastère des Sœurs de la Miséricorde de Marthe et Marie dont elle devient abbesse[3]. En 1981, la grande-duchesse fut canonisée comme nouvelle martyre de l'Église orthodoxe russe de l'étranger. En 2000, l'Église orthodoxe de Russie déclara la grande-duchesse martyre de l'oppression de l'Union soviétique, elle fut canonisée sous le nom de la nouvelle martyre Elizaveta.
- Le prince et poète Vladimir Pavlovitch Paley (1897-1918), fils du grand-duc Pavel Alexandrovitch de Russie fut assassiné près de la petite ville d'Alapaïevsk, projeté dans un puits de mine puis achevé à coup de madriers et de grenades le 18 juillet 1918. En 2000, il fut canonisé par l'Église orthodoxe de Russie.
- Le grand-duc Sergueï Mikhaïlovitch de Russie (1869-1918), fils du grand-duc Mikhaïl Nikolaïevitch de Russie et de la princesse Cécile de Bade, cousin de Nicolas II de Russie. Le 18 juillet 1918, refusant de se placer sur la planche disposée au travers du puits, il fut assassiné d'une balle par l'un des Gardes rouges présents sur les lieux du massacre d'Alapaïevsk[9].

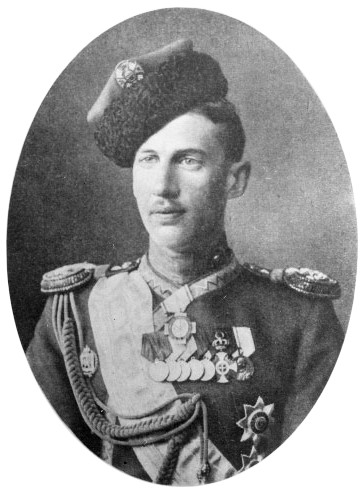
Le prince Ioann Konstantinovitch de Russie assassiné le 18 juillet 1918 à Alapaïevsk

- Le prince Ivan Konstantinovitch de Russie (1886-1918), arrière-petit-fils de Nicolas Ier de Russie, fils du grand-duc Konstantin Konstantinovitch de Russie périt lors du massacre d'Alapaïevsk le 18 juillet 1918. En 2000, il fut déclaré victime de l'oppression soviétique, il fut canonisé ;
- Le prince Konstantin Konstantinovitch de Russie (1891-1918), frère cadet du précédent. Le 18 juillet 1918, dans d'atroces conditions, il fut assassiné à Alapaïevsk par les Bolcheviks. Comme tous les membres de la famille Romanov victimes de la répression de l'Union soviétique il fut canonisé en 2000 ;
- Le prince Igor Konstantinovitch de Russie (1894-1918), frère cadet des précédents. Le 18 juillet 1918, il accompagna ses deux frères dans la mort lors du massacre d'Alapaïevsk. En 2000, l'Église orthodoxe russe déclara Igor Konstantinovitch de Russie victime de l'oppression soviétique et fut canonisé.

### Assassinat des quatre grands-ducs à Pétrograd (28 janvier 1919)

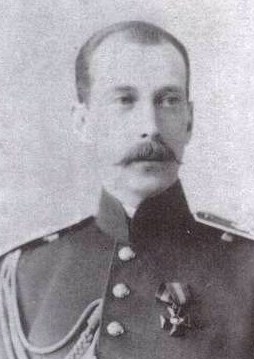
Grand-duc Pavel Alexandrovitch de Russie assassinés avec ses cousins à la forteresse Saint-Pierre et Paul à Saint-Petersbourg

Les grands-ducs furent assassinés sur le lieu où furent inhumés leurs ancêtres.
- Le grand-duc Pavel Alexandrovitch de Russie (1860-1919), fils d’Alexandre II de Russie, père du prince Vladimir Pavlovitch Paley (1897-1918). Malade, le 28 janvier 1919, il fut assassiné sur une civière à la forteresse Saint-Pierre et Paul à Petrograd. Inhumé secrètement sous une dalle de béton dans un lieu resté inconnu à ce jour. L’Église orthodoxe russe de l’étranger le canonisa en 1981.
- Le grand-duc Dmitri Konstantinovitch de Russie (1860-1919), petit-fils de Nicolas Ier de Russie et fils du grand-duc Konstantin Nikolaïevitch de Russie. Le 28 janvier 1919, il fut assassiné à la forteresse Saint-Pierre et Paul à Petrograd. Le jour même, il fut inhumé avec ses cousins sous une dalle de béton. Le lendemain de son exécution, sa dépouille fut secrètement recueillie par l’un des adjudants du grand-duc, le colonel Alexandre von Leiming. Ce dernier inhuma Dmitri Konstantinovitch de Russie dans un jardin d’une maison de Petrograd où le grand-duc repose encore à ce jour, Il fut canonisé par l’Église orthodoxe russe de l’étranger en 1981.
- Le grand-duc Nikolaï Mikhaïlovitch de Russie dit "Bimbo" (1859-1919) petit-fils de Nicolas Ier de Russie et fils du grand-duc Mikhaïl Nikolaïevitch de Russie. Il fut assassiné le 28 juillet 1919 à la forteresse Saint-Pierre et Paul, son corps fut inhumé sous une dalle de béton aux environs de la forteresse, ce lieu reste inconnu à ce jour. En raison de son appartenance à la franc-maçonnerie et son athéisme l’Église orthodoxe russe de l’étranger ne procéda pas à sa canonisation.
- Le grand-duc Georgui Mikhaïlovitch de Russie (1863-1919) frère cadet du précédent. Avec ses cousins et son frère il fut assassiné à la forteresse de Saint-Pierre et Paul à Saint-Petersbourg. Son corps ne fut jamais retrouvé.

Zinoviev, le seul bolchevik qui soit resté à Pétrograd après le transfert en mars 1918 de la capitale à Moscou (et qui démentait, à l'instar de Tchitchérine, l'assassinat de la famille impériale russe), revendiqua ces exécutions comme des ripostes aux assassinats le 15 janvier 1919 à Berlin de Rosa Luxembourg et de Karl Liebknecht .

### Décès du prince Artemi Nikolaïevitch Romanovsky-Iskander (1919)
En 1919, le prince Artemi Nikolaïevitch Romanovsky-Iskander (1883-1919) issu du mariage morganatique du grand-duc Nikolaï Konstantinovitch de Russie fut soit exécuté, soit emporté par la tuberculose dans la ville de Tachkent. Mais si exécution il y a eu, elle fait suite à un soulèvement armé qu'il y dirigea en janvier 1919 avec son frère. Ce fut moins le Romanov qui était visé que l'ennemi militaire de la guerre civile russe.

## Réhabilitation de la famille impériale de Russie et des membres de la famille Romanov
Sur la demande de la grande-duchesse Maria Vladimirovna de Russie, le 6 juin 2009, la Justice de la fédération de Russie  procéda à la réhabilitation de la famille impériale de Russie et aux membres de la famille Romanov victimes de l'oppression soviétique entre 1918 et 1919.

## Sources
- www.angelfire.com